# Kyogle
Kyogle – miasto w Australii, w stanie Nowa Południowa Walia.